# Adrienne C. Moore
Adrienne C. Moore (Nashville, 14 agosto 1981) è un'attrice statunitense, principalmente nota per il ruolo di Cindy "Black Cindy" Hayes nella serie televisiva Orange Is the New Black, serie per la quale nel 2016 viene premiata assieme al cast con il Screen Actors Guild Award per il miglior cast in una serie commedia.

## Biografia
Cresciuta tra Nashville ed Atlanta, nel 2003 ha ottenuto un diploma di laurea in psicologia alla Northwestern University e nel 2009 un Master of Fine Arts in arti drammatiche alla The New School di New York.
Dopo ruoli minori in piccole produzioni, ottiene la parte del personaggio di Black Cindy nella serie di successo di Netflix Orange Is the New Black.

## Filmografia

### Cinema
- The Lennon Report, regia di Jeremy Profe (2016)
- Shaft, regia di Tim Story (2019)
- Giurato numero 2 (Juror No. 2), regia di Clint Eastwood (2024)

### Televisione
- Blue Bloods - serie TV, episodio 2x21 (2012)
- 30 Rock - serie TV, 2 episodi (2012)
- Orange Is the New Black - serie TV, 65 episodi (2013-2019)
- Law & Order - Unità vittime speciali - serie TV, episodio 17x03 (2015)
- Unbreakable Kimmy Schmidt - serie TV, episodio 3x05 (2017)
- Search Party - serie TV, episodio 2x06 (2017)
- Homeland - serie TV, episodio 7x10 (2018)

## Doppiatrici italiane
- Perla Liberatori in Orange Is the New Black
- Irene Di Valmo in Homeland